# هندشیک اسپیک‌ایزی
هندشیک اسپیک‌ایزی (انگلیسی: Handshake Speakeasy) یک بار کوکتل در مکزیکوسیتی است که ۲ مرتبه در رتبهٔ دوم ۵۰ بار برتر آمریکایی شمالی و ۱ بار در رتبهٔ سوم ۵۰ بار برتر جهان قرار گرفته است.